# Аннона (рослина)
Анно́на (Annona) — другий за числом видів рід рослин родини аннонових (Annonaceae), що містить ≈ 170 видів, поширених у Неотропічній та Афротропічній екозонах.
Назва рослини проходить з мови таїно. Палеоботанічні дослідження показують, що культивування аннони в районі річки Яутепек на території сучасної Мексики почалося близько 1000 року до н. е.
На честь цього роду рослин названо астероїд 8835 Аннона.

## Вирощування

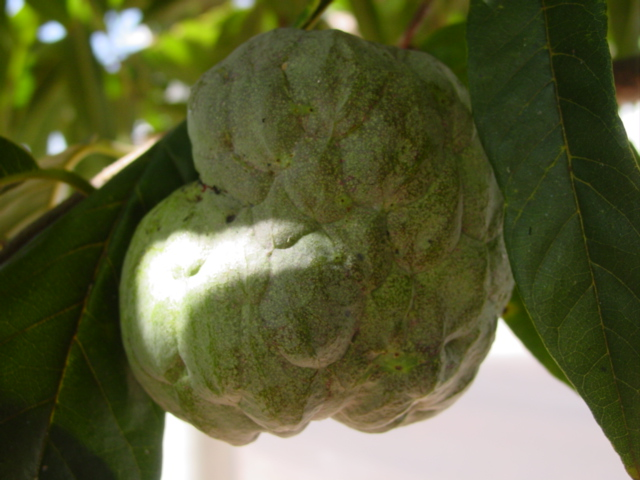
Їстівний плід

Зараз для використання людиною вирощується сім видів та один гібрид цієї рослини, перш за все завдяки їстивним плодам. Багато видів також використовуються в традиційній медицині як засіб від цілого ряду хвороб, зокрема через високий вміст біологічно активних ацетогенінів.

## Види
Сім видів аннон вирощують у сільському господарстві. Окрім численних видів та сортів аннони існують також міжвидовий гібрид атемоя — схрещені Annona squamosa та Annona cherimola.
- Annona amambayensis
- Annona acuminata
- Annona ambotay
- Annona asplundiana
- Annona atabapensis
- Annona bullata
- Annona biflora
- Annona bicolor
- Annona brasililensis
- Annona cacans
- Annona calophylla
- Annona campestris
- Annona cherimola – "черімоя"
- Annona chrysophylla
- Annona pubescens
- Annona tripetala
- Annona conica
- Annona coriacea
- Annona cornifolia
- Annona crassiflora –"мароло"
- Annona cristalensis
- Annona crotonifolia
- Annona deceptrix
- Annona deminuta
- Annona dioica
- Annona diversifolia – "ілама"
- Annona dolabripetala
- Annona dolichophylla
- Annona echinata
- Annona ecuadorensis
- Annona ekmanii
- Annona excellens
- Annona glabra
- Annona palustris
- Annona glaucophylla
- Annona haematantha
- Annona hayesii
- Annona hypoglauca
- Annona hystricoides
- Annona jahnii
- Annona jamaicensis
- Annona longiflora
- Annona lutescens
- Annona macrocalyx
- Annona macrocarpa auct.
- Annona malmeana
- Annona manabiensis
- Annona microcarpa
- Annona montana Macfad. – "гірський соусеп"
- Annona marcgravii Mart.
- Annona monticola
- Annona muricata – "соу-сеп"
- Annona nitida – "аннонілла"
- Annona nutans
- Annona oligocarpa
- Annona paludosa
- Annona paraguayensis
- Annona phaeoclados
- Annona praetermissa
- Annona purpurea – "сокоя"
- Annona pygmaea
- Annona reticulata – "кремове яблуко", "бичаче серце"
- Annona salzmannii – "пляжне цукрове яблуко"
- Annona scleroderma – "поше-те", "кавеш", "дике червоне кремове яблуко"
- Annona senegalensis – "африканське кремове яблуко"
- Annona sericea
- Annona spinescens
- Annona spraguei
- Annona squamosa – цукрове яблуко, "світсоп", "анон"
- Annona testudinea
- Annona tomentosa –
- Annona trunciflora – "золоте цукрове яблуко"